# ルジェフ

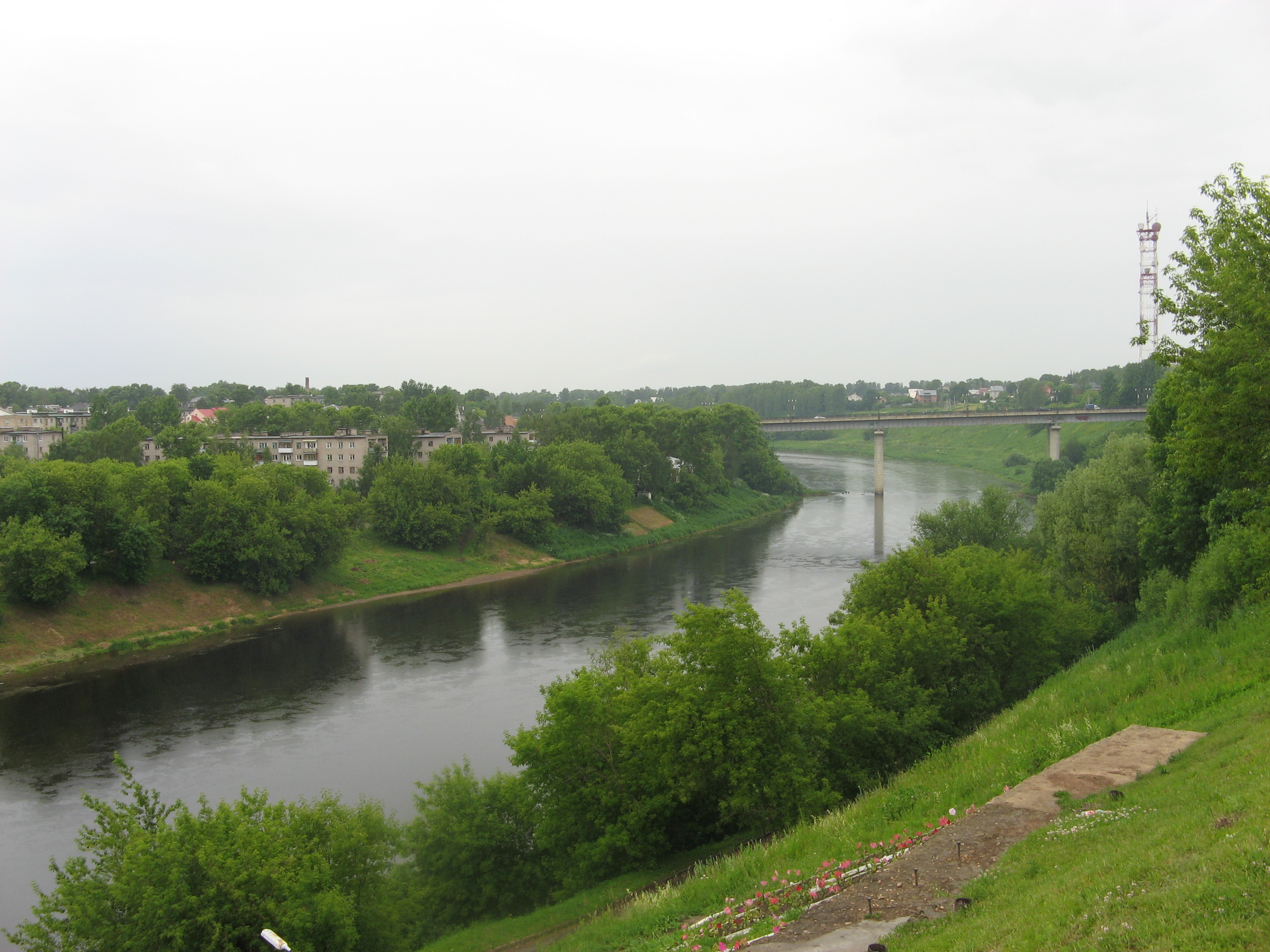
ヴォルガ川

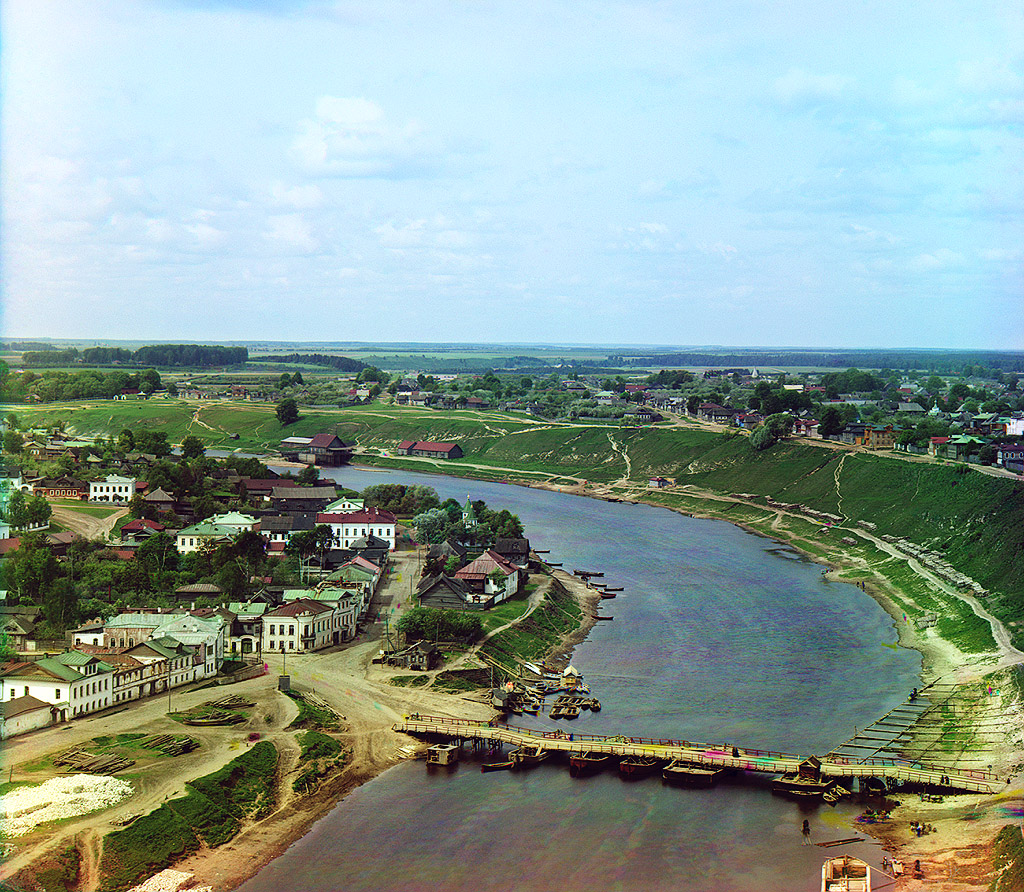
ロシア革命の前のルジェフとヴォルガ川

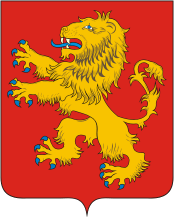
ルジェフ市の紋章

ルジェフ（ロシア語:Ржев；Rzhev）は、ロシアのトヴェリ州にある都市。人口は5万5757人（2021年）。州都トヴェリから南西に126km、モスクワとリガを結ぶ鉄道および国道（ロシア連邦道路M9）の途中にある。ヴォルガ川の上流に位置する街。
ルジェフはこの地方でもトロペツと並んで古い都市であり、ルジェフは歴史記録（ノヴゴロド法）への初出を1019年であると主張する一方、トロペツ側はルジェフの名がはっきりと記録に登場するのは、有名なトロペツ公でアレクサンドル・ネフスキーの祖父でもあるムスティスラフ・ムスティスラヴィチがルジェフを領地としていた時代（1216年）にすぎないと主張する。どちらにせよ、中世のルジェフはノヴゴロド公国、スモレンスク公国、ウラジーミル・スーズダリ大公国という三大国の争奪する土地として重要だった。
モンゴルの襲来の後、ルジェフはスモレンスク公の傍系の家系に譲られ（ルジェフ公国）、その都となった。ルジェフ公は後に町を二分した。現在でもルジェフの町は「ドミトリー公側」と「フョードル公側」と呼ばれている。14世紀半ば、ルジェフは西のリトアニア大公国と東のトヴェリ大公国の両方から何度も攻められ、ルジェフ公らは周囲の村をすべて失った。最後には公らはモスクワへ逃れた。その子孫であるルジェフスキー家はロシアのアネクドートでよく取り上げられる滑稽なキャラクターとなっている。ルジェフは一時トヴェリ領となったものの、後にポーランド・リトアニア共和国に占領され、最終的にモスクワ大公国の領地となった。
18世紀には主に古儀式派の信者である地元の商人たちが町の不動産のほとんどを買い取った。彼らは後にロシア革命が起こると攻撃の的となった。第二次世界大戦では、1942年、モスクワ近郊へ追いつめられた赤軍がドイツ軍に対して反攻に出、ルジェフとヴャジマへ向かって進軍を始めた（ルジェフの戦い）。この戦いでルジェフ付近のみを残してソ連軍が前線を西へ押し返し、さらにルジェフに残ったドイツ軍の突出部に対して再度攻撃が行われた（第二次ルジェフ会戦）。激しい戦いでルジェフの建物は全て消滅した。大戦中、市の人口の6分の1以上がドイツに送られ強制労働をさせられ、その他の市民のうち9,000人は射殺されたり拷問を受けたり市の中心に設けられた収容所で飢えたりして死んでいった。これらの戦いのため、古い建物は何も残っていない。

## 姉妹都市
- ギュータースロー、ドイツ
- カトリーネホルム、スウェーデン
- コーヴェリ、ウクライナ
- Legionowo、ポーランド
- サロ、フィンランド
- シリストラ、ブルガリア
- Smila、ウクライナ
- スウツク、ベラルーシ